# Signori António
Signori António, właśc. Signori Dominique Nymi António (ur. 25 lipca 1994 w Lozannie) – angolsko-szwajcarski piłkarz grający na pozycji bramkarza.
António Signori Dominique karierę rozpoczynał w klubach z Lozanny. 1 czerwca 2013 jako piłkarz Lausanne Sports zadebiutował w szwajcarskiej ekstraklasie w przegranym 1:4 meczu z Grasshopper Club. Po zakończeniu sezonu 2014/2015 trafił do drugoligowego FC Le Mont-sur-Lausanne, a od połowy 2015 roku był graczem CD Primeiro de Agosto, z którym w 2016 roku został mistrzem Angoli.
António Signori Dominique reprezentował Szwajcarię w kadrach juniorskich. Dzięki podwójnemu obywatelstwu (rodzina bramkarza pochodzi z Angoli) 28 maja 2014 mógł zadebiutować w reprezentacji Angoli.